# غرير نتن سونداوي
الغرير النتن السونداوي أو الغرير النتن الجاوي أو الغرير النتن الملايوي أو الغرير النتن الإندونيسي (الاسم العلمي: Mydaus javanensis)، نوع من الغرير النتن وينتمي إلى فصيلة الظربان. هو من الثدييات الأصلية لإندونيسيا وماليزيا وبروناي. يطول من 37 إلى 52 سم. ويزن من 1.3 إلى 3.6 كجم.